# Satchelliella stammeri
Satchelliella stammeri är en tvåvingeart som först beskrevs av Jung 1954.  Satchelliella stammeri ingår i släktet Satchelliella och familjen fjärilsmyggor. Arten är reproducerande i Sverige. Inga underarter finns listade i Catalogue of Life.